# KidZone TV
KidZone TV es un canal de televisión infantil de Estonia. Se emite en 3 países y 4 idiomas, aunque los programas no están doblados a los idiomas; más bien, se transmiten en inglés o en sus idiomas originales con traductores de voz en off que hablan sobre los programas para traducir todos los diálogos al idioma de destino. Fue lanzado el 13 de junio de 2014 a las 3:00 p. m.
El 28 de junio de 2018, KidZone TV cambió su logotipo y marca, y obtuvo un nuevo conjunto de identificaciones.
En 2020, KidZone TV cambió de nombre una vez más y abrió su propia tienda en Internet.
KidZone tiene un canal hermano que anteriormente se conocía como KidZone+, pero se renombró como Kidzone Mini en 2021. El canal transmite programas dirigidos a una audiencia más joven que el canal principal de KidZone. Sin embargo, KidZone también muestra algunos de los programas de KidZone Mini, como Peppa Pig y Thomas y sus amigos.
El 1 de diciembre de 2022, se eliminó el audio en ruso del canal KidZone TV junto con KidZone Mini (solo Estonia). En cambio, el contenido ruso se traslada a Semejka.